# Kleingebiet Eger
Das Kleingebiet Eger (ungarisch Egri kistérség) war bis Ende 2012 eine ungarische Verwaltungseinheit (LAU 1) im Osten des Komitats Heves in Nordungarn. Durch die Verwaltungsreform Anfang 2013 wurden alle 17 Ortschaften in den nachfolgenden Kreis Eger (ungarisch Egri járás) übernommen. Der neue Kreis wurde noch um 5 Ortschaften (mit 3.330 Ew.) aus dem Kleingebiet Bélapátfalva erweitert.
Ende 2012 lebten auf einer Fläche von 522,88 km² 82.911 Einwohner. Das bevölkerungsreichste Kleingebiet hatte mit 159 Einwohnern/km² auch die höchste Bevölkerungsdichte im Komitat.
Der Verwaltungssitz befand sich in der einzigen Stadt Eger (54.867 Ew.). Die Komitatshauptstadt besaß zugleich Komitatsrechte (ungarisch megyei jogú város). Zweitgrößte Ortschaft war die Großgemeinde (ungarisch nagyközség) Verpelét mit 3.839 Einwohnern.

## Ortschaften
| Andornaktálya   | Demjén   | Eger         | Egerbakta | Egerszalók |
| Egerszólát      | Feldebrő | Felsőtárkány | Kerecsend | Maklár     |
| Nagytálya       | Noszvaj  | Novaj        | Ostoros   | Szarvaskő  |
| Tarnaszentmária | Verpelét |              |           |            |